# كو إيشيكاوا
كو إيشيكاوا (باليابانية: 石川 巧) (مواليد 10 مارس 1970)، هو لاعب كرة قدم ياباني سابق كان يلعب كمدافع.

## وصلات خارجية
- كو إيشيكاوا على موقع الاتحاد الدولي (مؤرشف)  (الإنجليزية)
- كو إيشيكاوا على موقع رابطة كرة القدم اليابانية للمحترفين (اليابانية)
- كو إيشيكاوا على موقع قاعدة بيانات كرة القدم.إي يو (الإنجليزية)
- كو إيشيكاوا على موقع عالم كرة القدم.نت (الإنجليزية)